# Alain Robbe-Grillet
Alain Robbe-Grillet (Brest, 18 de agosto de 1922 — Caen, 18 de fevereiro de 2008) foi um escritor e cineasta francês. Era, assim como Nathalie Sarraute, Michel Butor e Claude Simon, uma das figuras mais associadas com o movimento denominado nouveau roman ("novo romance").
Robbe-Grillet era membro da Académie française desde 25 de março de 2004, quando sucedeu Maurice Rheims na cadeira número 32. Deixou viúva a também romancista Catherine Robbe-Grillet.

## Obras
Romances
- Un régicide (1949)
- Les Gommes (1953)
- Le Voyeur (1955)
- O ciúme - no original La Jalousie (1957)
- Dans le labyrinthe (1959)
- La Maison de rendez-vous (1965)
- Projet pour une révolution à New York (1970)
- Topologie d'une cité fantôme (1976)
- Souvenirs du Triangle d'Or (1978)
- Djinn - Uma mancha vermelha no pavimento estragado - no original Djinn (1981)
- La Reprise (2001)
- Un roman sentimental (2007)

Coletâneas

Instantanés (1962)

#### Ciné-romances
- L'Année dernière à Marienbad (1961)
- L'Immortelle (1963)
- Glissements progressifs du plaisir (1974)
- C'est Gradiva qui vous appelle (2002).

Ensaios
- Pour un Nouveau Roman (1963)
- Le Voyageur, essais et entretiens (2001)

Ficções de carácter autobiográfico
- Le miroir qui revient (1985)
- Angélique ou l'enchantement (1988)
- Les Derniers Jours de Corinthe (1994)

### Filmografia
- 1961 - L'Année dernière à Marienbad, scénario et dialogues en collaboration
- 1963 - L'Immortelle
- 1966 - Trans-Europ-Express
- 1968 - L'homme qui ment
- 1971 - L'Eden et après
- 1974 - Glissements progressifs du plaisir
- 1975 - Le Jeu avec le feu
- 1983 - La Belle Captive, com Daniel Mesguich, Gabrielle Lazure, Cyrielle Claire, Daniel Emilfork, Roland Dubillard, François Chaumette
- 1995 - Un bruit qui rend fou
- 2006 - C'est Gradiva qui vous appelle